# 中国共产党万岁

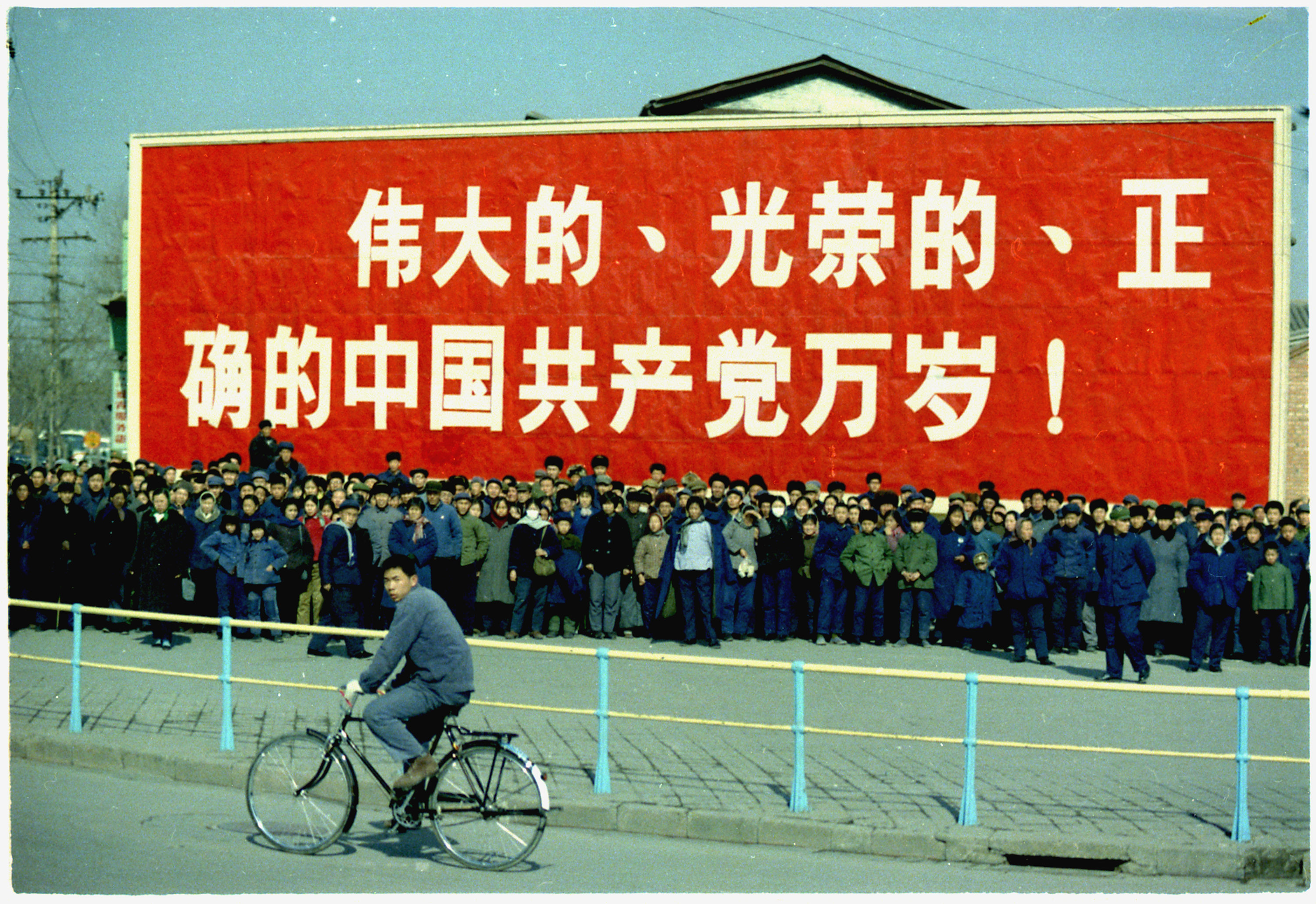
1972年尼克松访华期间所拍摄的宣传标语：“伟大的、光荣的、正确的中国共产党万岁！”。

“中国共产党万岁”，是一句政治口号。起源于1922年7月发表的《中国共产党第二次全国代表大会宣言》，后逐渐在各领域开始为表达政治立场、主张或作为政治宣传口号等使用。相似的口号还有“伟大的中国共产党万岁！”和“伟大的、光荣的、正确的中国共产党万岁！”等。

## 起源
1922年7月，中国共产党第二次全国代表大会在上海公共租界召开，确定了中共最高和最低党纲。会议发表了《中国共产党第二次全国大会宣言》：
|  | 打倒军阀！ 打倒国际帝国主义！ 为和平而战！ 为自由而战！ 为独立而战！ 受压迫民族之解放万岁！ 中国共产党万岁！ 国际共产党万岁！ |

## 使用范围

### 宣言和文献
这句《中国共产党第二次全国大会宣言》中的口号“中国共产党万岁！”被后来中共的一些文献沿用，也成为热爱中共的革命者临死前喊的口号。

### 会议和节日
一些重大会议的新闻公报 和节日庆典的标语 内容中，这句口号经常出现。

### 文艺表演
在一些民间文艺表演中，也有这句口号的出现，多用于表达农民对共产党政策的赞颂。

### 建筑物

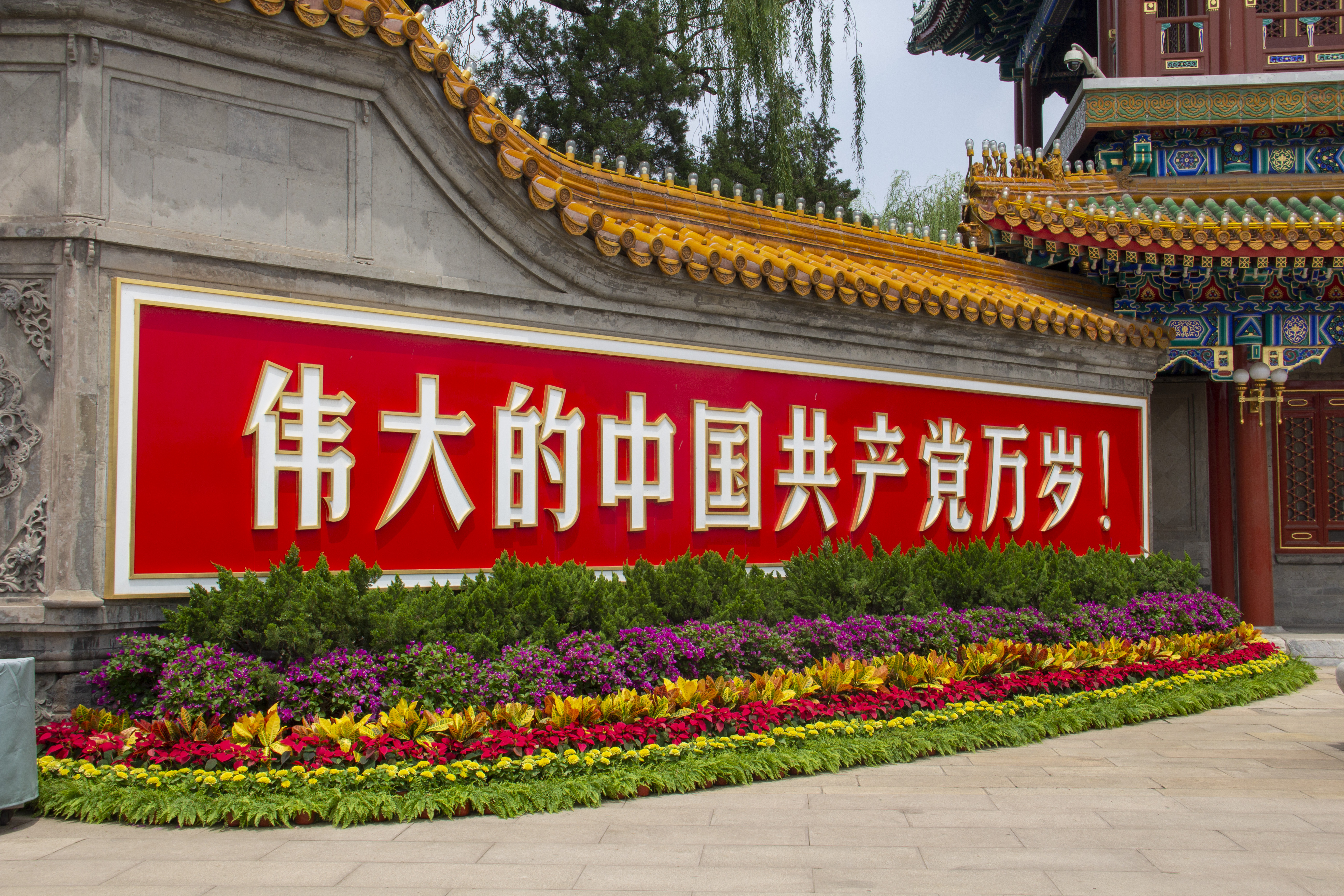
新华门西侧的标语：「偉大的中國共產黨萬歲！」

- 北京中南海新华门外两旁八字墙有两条红底金边白字的标语：“伟大的中国共产党万岁！”、“战无不胜的毛泽东思想万岁！”。
- 河南省郑州市纪念二七大罢工的标志性建筑二七纪念塔顶端，上有这句口号的霓虹灯字。

## 使用过此口号的人物

### 叶剑英
军事调处执行部中共代表叶剑英，在1946年4月3日北平市军警宪特逮捕了《解放》报社人员以及叶剑英的军事顾问滕代远的秘书李新等44名共产党员一事解决之后，带领出狱人员路过西长安街时，燃放鞭炮并高呼过“中国共产党万岁”。

### 彭湃
前中国国民党党员、国民党中央农民部秘书、中共六大当选的中共中央政治局委员、被毛泽东称为中国“农民运动大王”的彭湃，于1929年8月24日，在被出卖被捕后，於上海龙华监狱被杀害 时曾高唱《国际歌》，呼喊“中国共产党万岁”的口号。

### 恽代英
前黄埔军校政治部教官，中国共产党早期领导人，领导过广州起义的恽代英，1930年於上海被捕后，于南京军人监狱被枪决时，曾呼喊“中国共产党万岁”这一口号。

### 赵世炎
参与过国民革命军北伐的前中共中央北方局常委、前中华人民共和国国务院总理李鹏之舅父赵世炎，于1927年四一二事变后在上海从事秘密活动时被捕之后，在上海枫林桥被处决时，呼喊过“中国共产党万岁”这一口号。

### 赵一曼
武汉黄埔军校校友、抗日烈士、东北抗日联军第3军第1师第2团政委赵一曼，被日本关东军俘虏后，于1936年被日军杀于珠河县（今黑龙江省尚志市）小北门外时，呼喊“中国共产党万岁”这一口号。

### 八九民运学生
八九民运期间的1989年4月27日，北京高校学生为抗议《人民日报》发表的“四·二六社论”，在京举行了四二七游行。游行中曾有学生打出“廉洁的中国共产党万岁”的旗号。

### 习近平
习近平在2019年中华人民共和国国庆节举行的庆祝中华人民共和国成立70周年大会上发表讲话。在讲话结尾，习近平呼喊“伟大的中华人民共和国万岁！伟大的中国共产党万岁！伟大的中国人民万岁！”的口号。
习近平在2021年中国共产党诞生纪念日举行的庆祝中国共产党成立100周年大会上发表讲话。在讲话结尾，习近平高呼“伟大、光荣、正确的中国共产党万岁！伟大、光荣、英雄的中国人民万岁！”的口号。

## 相关物品
- 《中国共产党万岁主题邮票纪念册》，2001年发行